# 1Л220У «Зоопарк-2»
1Л220У «Зоопарк-2» — радіолокаційний артилерійський розвідувальний комплекс, призначений для ведення розвідки позицій вогневих засобів противника, розрахунку траєкторії снарядів і ракет, коригування вогню, стеження за повітряним простором, а також контролю за безпілотними літальними апаратами.

## Історія

### Початок розробки
Розробка комплексу 1Л220 «Зоопарк-2» почалася у 1981 році, виконавцем робіт було призначено НВК «Іскра» (м. Запоріжжя, УРСР). Комплекс почали розробляти практично одночасно із його конкурентом — 1Л219, що розроблявся у НДІ «Стріла» (м. Тула, РРФСР). У порівнянні з комплексом 1Л219 «Зоопарк-1», український комплекс «Зоопарк-2» мав відрізнятися підвищеною дальністю.
У 1992 році Радянський Союз розпався, і розробники опинилися в різних країнах, і незалежно один від одного продовжили розробки.

### Завершення робіт
НВК «Іскра» завершила роботи,[коли?] представивши систему 1Л220У «Зоопарк-2». Буква «У» у назві позначає Україну. На озброєння української армії даний комплекс був прийнятий у 2003 році.
В листопаді 2017 року було помічено плакат із новою РЛС під час демонстраційного показу нових зразків озброєння ракетних військ та артилерії на полігоні в смт. Дівички. У 2018 році НВК «Іскра» повідомив про завершення розробки конструкторської документації на РЛС і про початок робіт з виготовлення дослідного зразка. Терміни передачі його на випробування залишалися невідомими.
Комплекс 1Л220УК «Зоопарк-2» був присутній на підготовці до військового параду до Дня Незалежності—2018.
23 квітня 2020 року КП «НВК „Іскра“» розпочало виробництво першого серійного контрбатарейного радара 1Л220УК «Зоопарк-3», який прийнятий на озброєння Збройних Сил України в 2019 році.

## Модифікації

### 1Л221Е
1Л221Е — мобільна версія 1Л220УК, радіолокаційний комплекс встановлений на шасі підвищеної прохідності.
Вперше був представлений під час міжнародної спеціалізованої виставки «Зброя та безпека 2018». На відміну від буксированого 1Л220УК, високомобільний радіолокаційний комплекс розвідки вогневих позицій 1Л221Е розробляється встановленим безпосередньо на шасі автомобіля колісною формулою 8×8. Це дозволяє скоротити час розгортання та згортання машини до 5 хвилин, що підвищує її мобільність та живучість.
Ймовірне шасі майбутнього комплексу — КрАЗ-7634НЕ.
Також важливим аспектом нової контрбатарейної РЛС є можливість роботи в складі однієї апаратної машини.

### 1Л220УК «Зоопарк-3»
Модифікація для Збройних Сил України, початок серійного виробництва — квітень 2020 року.

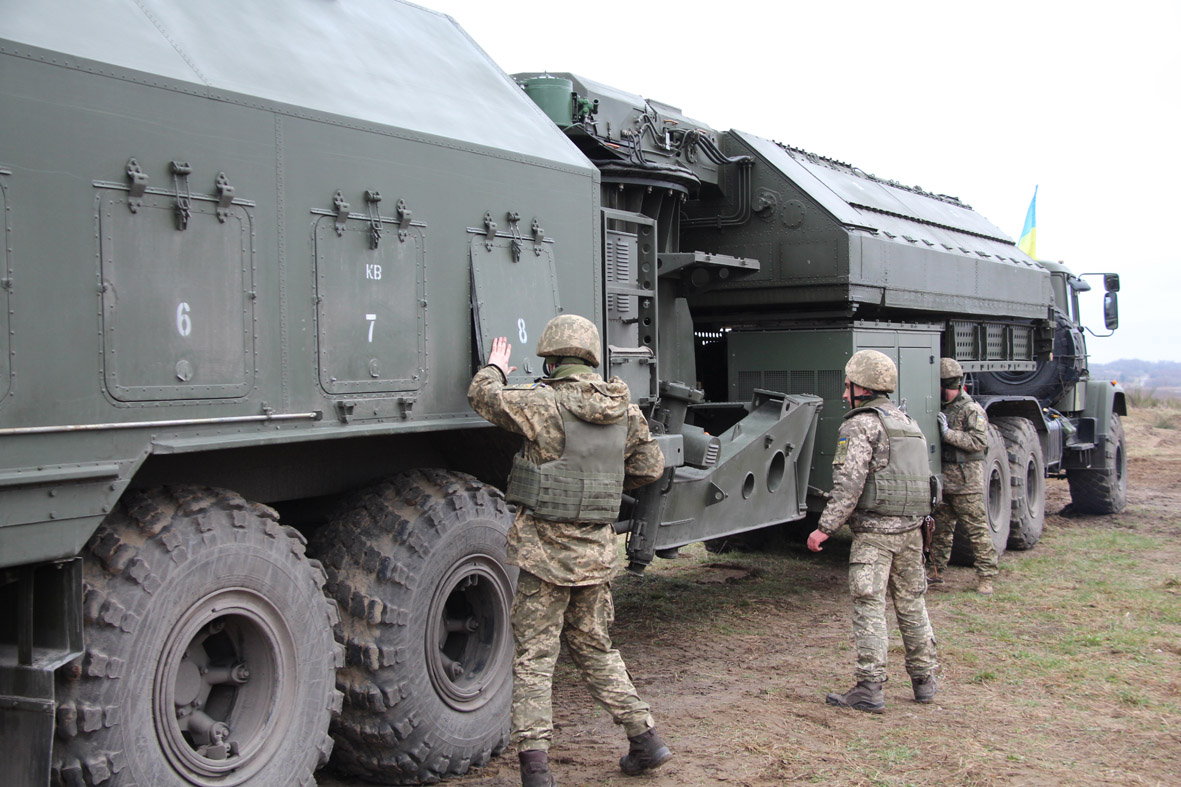

Контрбатарейний радар 1Л220УК «Зоопарк-3» призначений для розвідки позицій артилерії противника. Завдяки потужній РЛС, яка працює у мікрохвильовому діапазоні, радар «бачить» снаряди, а потужна цифрова система «будує» траєкторії їх польоту. Потужність цифрової фазованої активної решітки дає можливість розмістити станцію за кілька десятків кілометрів від позиції ворога та спостерігати за полем бою у секторі до 180 градусів.
РЛС базується на двох машинах — антенно-апаратній та машині управління. Така роздільна побудова значно посилює захист персоналу від ураження протирадіолокаційними ракетами та снарядами в умовах ведення бойових дій. Персонал також може виконувати свої функції за допомогою виносного робочого місця, яке може перебувати в захищеному місці.
Машина управління базується на повнопривідному шасі КрАЗ-6322. Антенно-апаратна машина — тягач КрАЗ-6446 (6×6), що призначений для транспортування важких вантажів по всіх видах доріг та бездоріжжю. Автомобіль використовується разом із напівпричепом повною масою 70 тонн. Також він входить до складу багатьох бойових комплексів, зокрема ЗРС С-300.
Напівпричіп-ваговоз КрАЗ Н251Н2 спроектовано та виготовлено за спеціальним технічним замовленням НВК «Іскра». Двовісний напівпричіп призначений для монтажу різних установок та інженерної техніки по усіх видах доріг та місцевості. Експлуатується в складі автопоїзда з автомобілем — тягачем сідельним КрАЗ-6446 або КрАЗ-6140ТЕ.

## Тактико-технічні характеристики
Як 1Л220УК так і 1Л221Е мають такі технічні характеристики:
Дальність розвідки/контролю
- артилерії: 23/28 км
- мінометів: 20/25 км
- РСЗВ: 35-38/40-45 км
- тактичних ракет: 55/80 км

Сектор електронного огляду
- за азимутом: 60°(±30°)
- за кутом місця: 40° (±25°/-15°)

Розрахунок в одну зміну: 4 особи

## Галерея

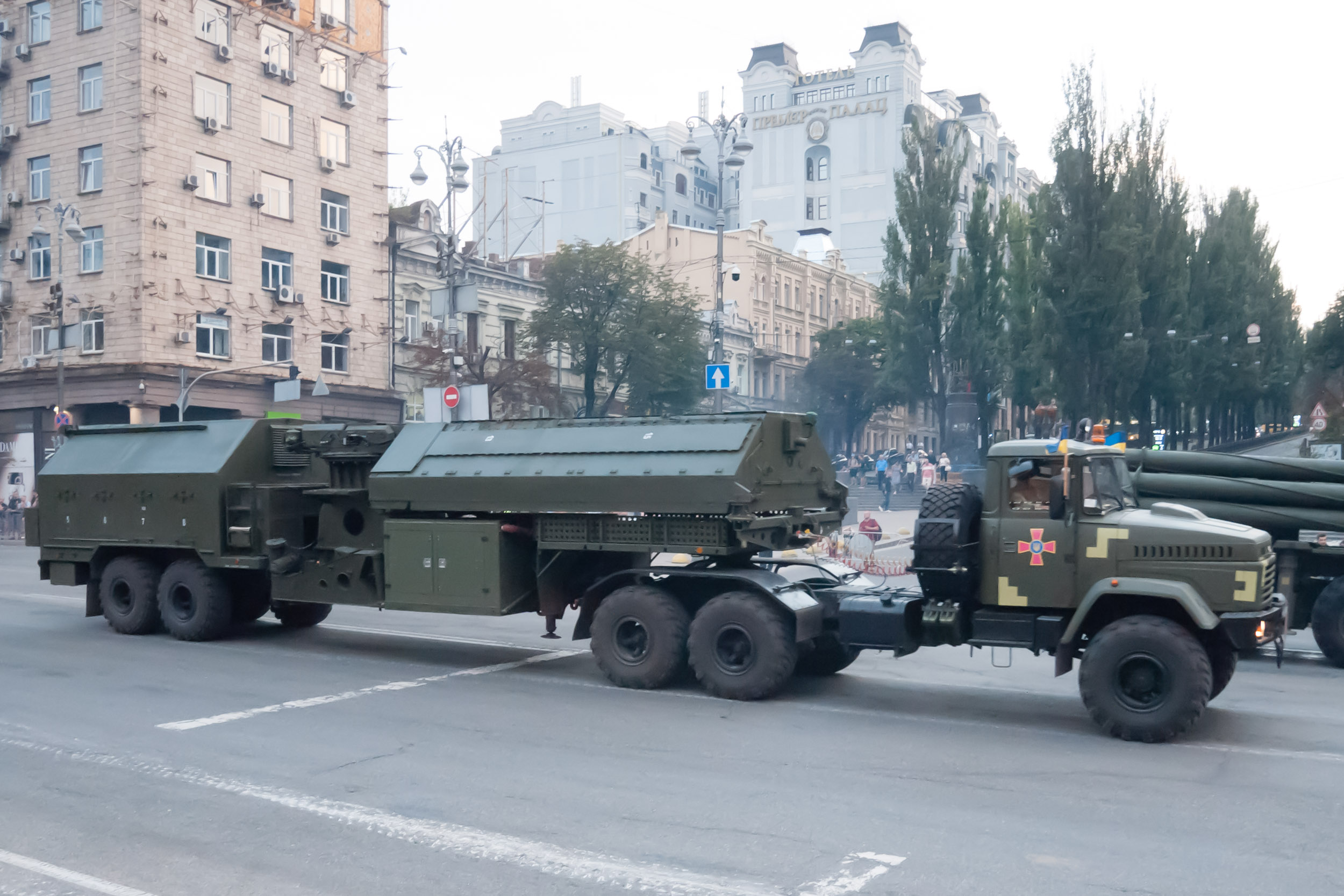
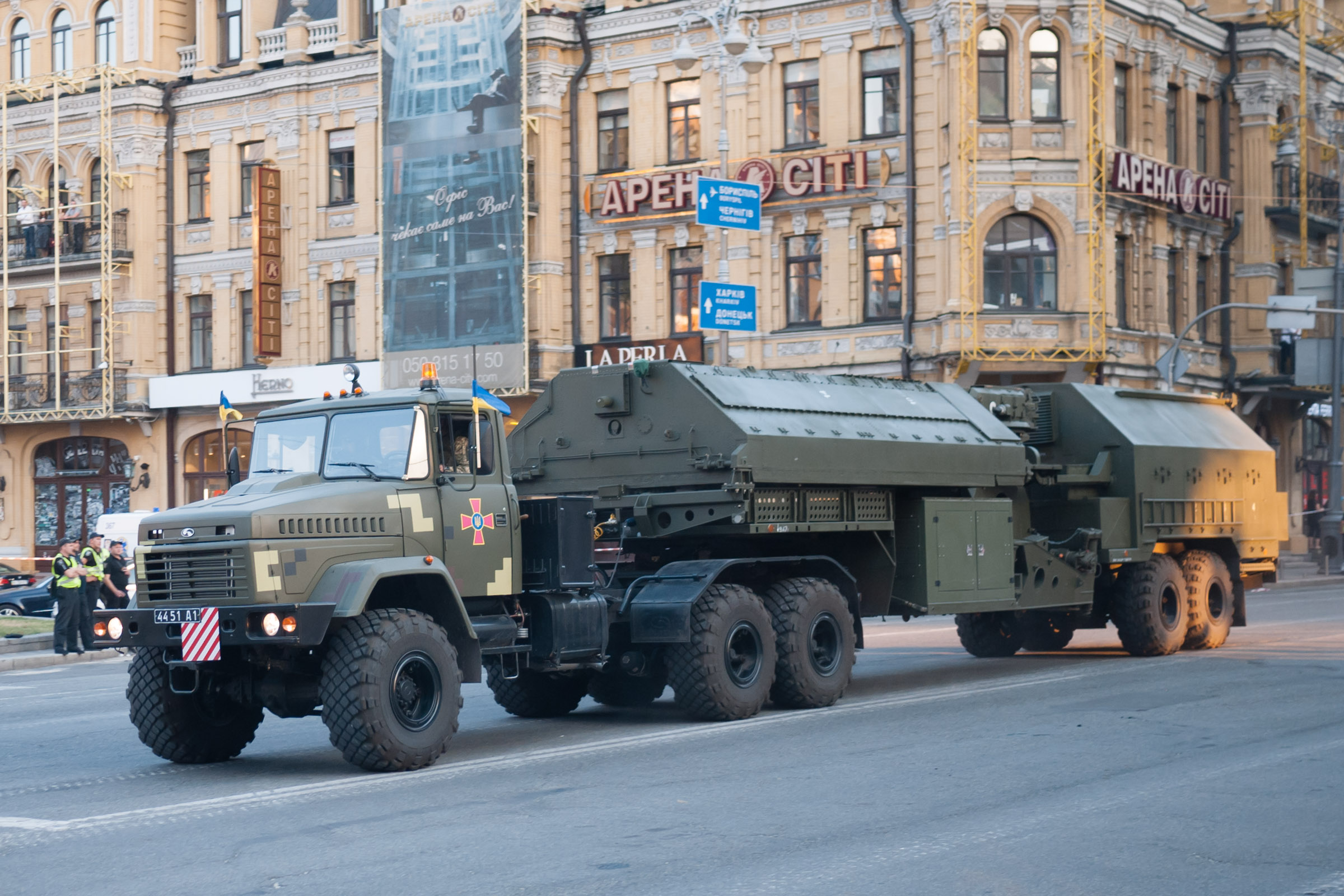